# Gustaaf Van Cauter
Gustaaf Van Cauter (ur. 31 marca 1948 w Mechelen) – belgijski kolarz szosowy, złoty medalista mistrzostw świata.

## Kariera
Największy sukces w karierze Gustaaf Van Cauter osiągnął w 1971 roku, kiedy wspólnie z Gustaafem Hermansem, Louisem Verreydtem i Ludo Van Der Lindenem zdobył złoty medal w drużynowej jeździe na czas na mistrzostwach świata w Mendrisio. Był to jednak jedyny medal wywalczony przez niego na międzynarodowej imprezie tej rangi. Na tych samych mistrzostwach zajął też czternaste miejsce w wyścigu ze startu wspólnego amatorów. W 1972 roku wystartował na igrzyskach olimpijskich w Monachium, gdzie razem z kolegami z reprezentacji zajął czwarte miejsce w drużynowej jeździe na czas. Ponadto w 1971 roku wygrał belgijski GP Bodson, a dwa lata później wystartował w Tour de France, ale nie ukończył rywalizacji. Jako zawodowiec startował w latach 1974-1975.